# Back For Good
„Back For Good“ (в превод Да се върнеш завинаги) е седмият студиен албум на групата Модърн Токинг. Това е най-продаваният им албум – повече от 26 милиона копия. Сборникът съдържа всички големи хитове на групата от 80-те години на XX век в нови версии, с осъвременено звучене, типично за 90-те години, както и 4 нови песни. Една от тях „We take the chance“ e композирана от Болен специално за световното първенство по футбол във Франция през 1998 г. и се превръща в хит. Албумът е най-продаваният за годината европейски албум.

## Списък на песните
1. „You’re My Heart, You’re My Soul“ (нова версия) – 3:47
2. „Brother Louie“ (нова версия) – 3:36
3. „I Will Follow You“ – 3:56
4. „Cheri Cheri Lady“ (нова версия) – 3:00
5. „You Can Win If You Want“ (нова версия) – 3:25
6. „Don’t Play With My Heart“ – 3:23
7. „Atlantis Is Calling“ (нова версия) – 3:20
8. „Geronimo’s Cadillac“ (нова версия) – 3:02
9. „Give Me Peace On Earth“ (нова версия) – 4:08
10. „We Take The Chance“ – 3:59
11. „Jet Airliner“ (нова версия) – 3:51
12. „Lady Lai“ (нова версия) – 4:56
13. „Anything Is Possible“ – 3:36
14. „In 100 Years“ (нова версия) – 3:53
15. „Angie’s Heart“ (нова версия) – 3:28
16. „You’re My Heart, You’re My Soul“ (оригинал No.1 Mix’84) – 3:10
17. „You Can Win If You Want“ (оригинал No.1 Mix’84) – 3:40
18. „No.1 Hit Medley“ – 7:03

## Класации
- Германия – 1 място
- Европа – 1 място
- Южная Африка – 1 място
- Нидерландия – 3 място
- Италия – 9 място